# جون دالي
جون دالي (بالإنجليزية: John Daley)‏ (16 أغسطس 1909 – 7 فبراير 1963) هو ملاكم أمريكي راحل، مثّل بلاده في الألعاب الأولمبية الصيفية 1928.

## روابط خارجية
جون دالي على موقع بوكس ريك (الإنجليزية) (registration required)
- جون دالي على موقع اللجنة الأولمبية الدولية (الإنجليزية)
- جون دالي على موقع أوليمبيديا (الإنجليزية)